# Šuljci (Foča, BiH)
Šuljci su naseljeno mjesto u općini Foči, Republika Srpska, BiH. Nalaze se na sjevernoj obali Ćehotine. Sjeverni kraj naselja zatvara Prevraćki potok.
Godine 1962. povećani su pripajanjem naselja Boljeradina i Šubi (Sl.list NRBiH, br.47/62).

## Stanovništvo
| Narod     | Popis 1961. | Popis 1971. | Popis 1981. | Popis 1991. |
| --------- | ----------- | ----------- | ----------- | ----------- |
| Hrvati    | 1           |             |             | 1           |
| Muslimani | 207         | 257         | 270         | 227         |
| Srbi      | 2           | 196         | 157         | 98          |
| ostali    | 8           | 4           | 2           | 2           |
| Ukupno    | 218         | 457         | 429         | 328         |